# Liga Mexicana de Béisbol 2020
La Temporada 2020 de la Liga Mexicana de Béisbol iba a ser la edición número 96. Se mantuvieron en 16 el número de equipos así como las mismas sedes que la temporada anterior. La fecha de inicio de la campaña estaba programada para el lunes 6 de abril cuando el equipo de Acereros del Norte recibiesen a los Sultanes de Monterrey, el resto de las series inaugurales iniciarían el martes 7 de abril.
Debido a la contingencia sanitaria por el COVID-19 se aplazó el inicio de la temporada para el 11 de mayo. Sin embargo, ante la imposibilidad de empezar la temporada por la propagación rápida y prolongada de la pandemia, el 1 de julio, la asamblea general de la Liga Mexicana de Béisbol tomó la decisión de cancelar definitivamente la temporada, siendo el primero año desde su creación en 1925, que no se juega la temporada de verano de béisbol en México.

## Sistema de competencia
Para esta campaña se mantendrá el mismo sistema de competencia a dos vueltas y puntos. Cada vuelta reparte puntos con base al lugar que cada equipo ocupe en el standing. Por lo que los tres primeros lugares de cada zona calificarán a la postemporada, y el quinto y cuarto sostendrán un juego de eliminación directa, siempre y cuando la diferencia entre ellos no sea mayor a 3.0 encuentros. Cada uno de los 16 equipos disputarán 102 juegos.
La temporada regular comenzará el 6 de abril y la segunda vuelta iniciará el martes 16 de junio, con el final del rol regular pactado para el jueves 6 de agosto. 
La fase de postemporada comenzará el domingo 9 de agosto, con los Juegos de Eliminación del Norte y Sur, en caso de ser necesarios. La primera serie de Playoffs se jugará del 11 al 19 de agosto, mientras que las Series de Campeonato de ambas zonas tendrán lugar del 22 al 30 de agosto. La Serie del Rey, que define al campeón de la LMB, será del 1 al 9 de septiembre, en caso de llegar a su máximo de siete juegos.
Los puntos se repartirán de la siguiente manera:
Primer lugar: 8.0 puntos 

Segundo lugar: 7.0 puntos 

Tercer lugar: 6.5 puntos 

Cuarto lugar: 6.0 puntos 

Quinto lugar: 5.5 puntos 

Sexto lugar: 5.0 puntos 

Séptimo lugar: 4.5 puntos 

Octavo lugar: 4.0 puntos 

Calendario

El calendario será de 102 juegos a dos vueltas.

## Equipos participantes
| Liga Mexicana de Béisbol 2020 |                              |           |                         |                                        |                          |             |
| Zona                          | Equipo                       | Fundación | Mánager                 | Ciudad                                 | Estadio                  | Capacidad   |
| Norte                         | Acereros del Norte           | 1974      | Pat Listach             | Monclova, Coahuila                     | Monclova                 | 8,500       |
| Norte                         | Algodoneros de Unión Laguna  | 1940      | Omar Malave             | Torreón, Coahuila                      | Revolución               | 9,935       |
| Norte                         | Generales de Durango         | 2016      | Félix Fermín            | Durango, Durango                       | Francisco Villa          | 4,983       |
| Norte                         | Rieleros de Aguascalientes   | 1975      | Luis Carlos Rivera      | Aguascalientes, Aguascalientes         | Alberto Romo Chávez      | 6,496       |
| Norte                         | Saraperos de Saltillo        | 1970      | Roberto Vizcarra        | Saltillo, Coahuila                     | Francisco I. Madero      | 14,000      |
| Norte                         | Sultanes de Monterrey        | 1939      | Roberto Kelly           | Monterrey, Nuevo León                  | Monterrey                | 21,906      |
| Norte                         | Tecolotes de los Dos Laredos | 1940      | Pablo Ortega            | Nuevo Laredo, Tamaulipas Laredo, Texas | La Junta Uni-Trade       | 5,000 6,000 |
| Norte                         | Toros de Tijuana             | 2004      | Omar Vizquel            | Tijuana, Baja California               | Chevron                  | 17,000      |
| Sur                           | Bravos de León               | 1978      | Tim Johnson             | León, Guanajuato                       | Domingo Santana          | 6,500       |
| Sur                           | Diablos Rojos del México     | 1940      | Sergio Omar Gastélum    | Ciudad de México                       | Alfredo Harp Helú        | 20,576      |
| Sur                           | Guerreros de Oaxaca          | 1996      | Erick Rodríguez         | Oaxaca, Oaxaca                         | Eduardo Vasconcelos      | 7,200       |
| Sur                           | Leones de Yucatán            | 1954      | Gerónimo Gil            | Mérida, Yucatán                        | Kukulcán Álamo           | 14,917      |
| Sur                           | Olmecas de Tabasco           | 1975      | Pedro Meré              | Villahermosa, Tabasco                  | Centenario 27 de Febrero | 8,500       |
| Sur                           | Pericos de Puebla            | 1938      | Carlos Alberto Gastelum | Puebla, Puebla                         | Hermanos Serdán          | 12,112      |
| Sur                           | Piratas de Campeche          | 1980      | Francisco Campos        | Campeche, Campeche                     | Nelson Barrera Romellón  | 6,000       |
| Sur                           | Tigres de Quintana Roo       | 1955      | Adán Muñoz              | Cancún, Quintana Roo                   | Beto Ávila               | 9,500       |

## Posiciones

### Primera Vuelta
Por Definir

### Segunda Vuelta
Por Definir

## Juego de Estrellas
El Juego de Estrellas de la LMB se llevaría a cabo el domingo 14 de junio en el Estadio Monclova en la ciudad de Monclova, Coahuila casa de los Acereros del Norte.

### Tirilla
Por Definir

### Home Run Derby
El Home Run Derby se llevaría a cabo el sábado 13 de junio.

#### Jugadores participantes
Por Definir

### Doble Play Derby
Por Definir

#### Llaves de dobles matanzas participantes
Por Definir

## Playoffs
Por Definir

### Juego de comodines
Por Definir

### Primer Playoff
Por Definir

### Series de Campeonato
Por Definir

### Serie del Rey
Game 1-6

## Líderes

### Bateo
Por Definir

### Pitcheo
Por Definir

## Designaciones
| Designación         | Ganador     | Equipo      |
| ------------------- | ----------- | ----------- |
| Jugador más valioso | Por Definir | Por Definir |
| Pitcher del año     | Por Definir | Por Definir |
| Relevista del año   | Por Definir | Por Definir |
| Novato del año      | Por Definir | Por Definir |
| Retorno del año     | Por Definir | Por Definir |
| Mánager del año     | Por Definir | Por Definir |
| Ejecutivo del año   | Por Definir | Por Definir |

## Acontecimientos relevantes
- 13 de enero: Fallece Leo Valenzuela, quien jugó en la LMB con los Acereros del Norte durante 7 temporadas, siendo un histórico de la franquicia donde incluso su número ya se encontraba retirado. También participó con Sultanes de Monterrey por 5 temporadas, Leones de Yucatán, Olmecas de Tabasco y Pericos de Puebla 1 temporada en cada equipo. Sus números de por vida en la LMB fueron de .313 de porcentaje de bateo, 95 cuadrangulares, 632 carreras producidas, 145 robos de base y 75 triples en 1,403 juegos.[7]
- 11 de febrero: Se cumple el 80 aniversario de la fundación de los Diablos Rojos del México en el que se destacan los 16 campeonatos obtenidos, siendo el club más ganador en la historia del circuito.[8]
- 14 de febrero: Acereros del Norte anuncia la contratación del lanzador dominicano Bartolo Colón, quien posee el récord de más victorias en Grandes Ligas para un latino, con 247.[9]
- 14 de marzo: Debido a la contingencia sanitaria por el COVID-19 la liga anuncia que la pretemporada queda oficialmente suspendida y se aplaza el inicio de la temporada para el 11 de mayo en cuanto no haya un nuevo aviso por parte de las autoridades sanitarias.[2]
- 28 de mayo: Debido a la contingencia sanitaria por el COVID-19 la liga anuncia que el calendario de juegos se recorta a 48 juegos sin series interzonas y pospone el inicio de temporada para el 7 de agosto.[10]
- 1 de julio: Debido a la contingencia sanitaria por el COVID-19 la liga anuncia que por primera vez en su historia no se podrá llevar a cabo la temporada.[11]